# Syncalathium porphyreum
Syncalathium porphyreum là một loài thực vật có hoa trong họ Cúc. Loài này được (C.Marquand & Airy Shaw) Ling miêu tả khoa học đầu tiên năm 1965.